# Panotrogus genieri
Panotrogus genieri är en skalbaggsart som beskrevs av Keith 2007. Panotrogus genieri ingår i släktet Panotrogus och familjen Melolonthidae. Inga underarter finns listade i Catalogue of Life.